# 邪氣逼人
《邪氣逼人》（英語：The Rage: Carrie 2）是一部1999年上映的美国超自然恐怖電影，由凱特·西亞执导，愛蜜莉·柏格、傑森·倫敦、戴倫·布魯諾、J·史密斯-卡梅伦和艾美·歐文主演。该片是《凶靈》系列的第二部电影，前作1976年恐怖片《凶靈》改编自斯蒂芬·金1974年的同名小说。电影最初定名为《诅咒》（The Curse），与《凶靈》小说或电影没有任何关联，但最终被重写成直接续集，延续了1976年电影的故事。剧情讲述嘉莉·怀特同父异母的妹妹也有念力，她发现姊妹淘的自杀是由于一群男同学的性剝削所导致。
《邪氣逼人》于1999年3月12日上映，但票房惨淡，仅获得1700万美元的收入，远低于2100万美元的制作预算。电影普遍受到负面评价，批评其只是将原电影的故事和主题机械地重复。不过，影评人普遍称赞柏格的表现，她因本片获得了土星獎提名。

## 剧情
1989年，芭芭拉·兰声称女儿瑞秋被附身，因她展现出念力。芭芭拉被诊断为精神分裂症送进精神病院，而六岁的瑞秋被送进寄養家庭。
1999年，瑞秋成为一名被孤立的高中生，生活在冷漠的寄养家庭中。她最好的朋友丽莎·帕克在被校园橄榄球明星埃里克·斯塔克抛弃后，跳楼自杀，原因是埃里克性剝削了她。
在整理丽莎的遗物时，瑞秋发现一张她和埃里克接吻的照片。她将照片交给警方，解释说丽莎曾向她坦白自己失去了童贞。警长凯尔顿和学校的辅导员苏·斯内尔对埃里克提起法定强奸指控，埃里克18岁，而丽莎只有15岁。
埃里克和马克·宾、查克·波特等许多队友在互相比拼谁能勾搭到更多女孩。瑞秋的巴吉度獵犬沃尔特被车撞伤，她拦下了一辆车去兽医院，结果车主是队员杰西·瑞安。杰西对瑞秋产生了兴趣，而啦啦隊隊員特雷西·坎贝尔则为此不满，因她也在追求杰西。与此同时，埃里克和马克发现瑞秋把他们牵连到丽莎的死亡事件后，想要在瑞秋家里骚扰她来威胁她保持沉默，但她的念力让他们吓跑了。在球员家人的压力下，地方檢察官对埃里克的法定强奸指控进行了掩盖。
苏开始怀疑瑞秋可能拥有念力，在辅导过程中逐渐确认了这一点。她找到了芭芭拉，得知瑞秋的父亲拉尔夫·怀特也是嘉莉·怀特的父亲。苏带着瑞秋来到嘉莉在1976年高中毕业舞会上因被羞辱而念力爆发愤怒摧毁的高中废墟。苏是嘉莉事件中的唯一幸存者。苏透露嘉莉是瑞秋的同父异母姐姐后，瑞秋认为她在撒谎。随后，苏偷偷将芭芭拉从精神病院带出来，打算让芭芭拉告诉瑞秋她父亲的身份。
为了复仇，马克假意帮杰西安排了与瑞秋的浪漫约会，实则暗中偷拍。他在自家豪宅举办了一场盛大派对。圈子里的女孩莫妮卡·琼斯与瑞秋成为朋友，邀请她参加派对。瑞秋与莫妮卡一同前往派对，而特雷西则带着杰西。特雷西想要引诱杰西，但杰西拒绝了她。
在派对上，马克和查克放映瑞秋和杰西性爱的录像片段，公开羞辱她，还宣称她只是杰西“征服名单”中的一个名字，不料触发了瑞秋的念力，她封锁了豪宅的大门，引爆了一个大窗户，导致大部分派对宾客或死或伤，还引发了大火。苏和芭芭拉赶到现场，但一根拨火棒穿透了前门，导致苏死亡。
面对瑞秋追赶，莫妮卡、埃里克和马克疯狂武装自己。瑞秋让莫妮卡的眼镜发生爆炸，刺进了她的眼睛，导致她因此而死，无意中还让埃里克被魚叉閹割。马克用信号枪射击瑞秋，她跌入了游泳池。当马克接近池边时，瑞秋把他拉进水中，触动了游泳池自动盖上的感应器，马克最终淹死。
芭芭拉指責瑞秋已被附身后逃跑了。杰西和特雷西赶到派对。瑞秋让一块天花板碎片掉落杀死特雷西。在阳台上，瑞秋与杰西对质，面对所谓的征服名单，杰西矢口否认。瑞秋看到录像带仍在播放，发现杰西在她熟睡时说了“我爱你”。当瑞秋意识到杰西对她的真实感情时，一块遮阳篷坍塌下来。她将杰西从阳台推入泳池，而自己则被火焰烧死。
2000年，杰西如今是金恩大学的学生，照顾着沃尔特。他做了一个噩梦，梦见与瑞秋接吻，随后她碎成了无数片。

## 演员
- 愛蜜莉·柏格 饰 瑞秋·兰
  - 凯拉·坎贝尔（Kayla Campbell）饰 年幼的瑞秋
- 傑森·倫敦 饰 杰西·瑞安：瑞秋爱上的当红乔克
- 戴倫·布魯諾 饰 马克·宾：橄榄球队员，也是派对豪宅的主人
- J·史密斯-卡梅伦（J. Smith-Cameron）饰 芭芭拉·兰：瑞秋的生母
- 艾美·歐文 饰 苏·斯内尔：嘉莉事件唯一幸存者，现在是学校的辅导员
- 柴可利·泰·布萊恩 饰 埃里克·斯塔克：勾引并羞辱丽莎，导致她自杀的运动员
- 约翰·多伊（John Doe）饰 博伊德：瑞秋的养父
- 夏綠蒂·安亞娜 饰 特雷西·坎贝尔：对杰西感兴趣的当红拉拉队员
- 瑞秋·布蘭查德 饰 莫妮卡·琼斯：特雷西的好友
- 贾斯汀·乌里奇（Justin Urich）饰 布拉德·温特斯：橄榄球队员，莫妮卡的男友
- 米娜·苏瓦丽 饰 丽莎·帕克：瑞秋最好的朋友，因自杀去世
- 伊莱贾·克雷格（Elijah Craig）饰 查克·波特：橄榄球队员
- 艾迪·凯伊·托马斯 饰 阿诺德：瑞秋的朋友
- 克林特·乔丹（Clint Jordan）饰 凯尔顿警长
- 凯特·斯金纳（Kate Skinner）饰 艾米林：瑞秋的养母
- 戈登·克拉普（Gordon Clapp）饰 斯塔克先生：埃里克的父亲
- 史蒂文·福特 饰 沃尔什教练
- 黛博拉·梅斯坎（Deborah Meschan）饰 黛博拉：莫妮卡的朋友之一，参与了针对瑞秋的陷害
- 卡特·谢阿（Katt Shea）饰 副地区检察官
- 罗伯特·D·雷福德（Robert D. Raiford）饰 高级地区检察官
- 萝达·格里菲斯（Rhoda Griffis）饰 波特夫人：一位女售货员
- 西席·斯貝西克 饰 嘉莉·怀特（旧镜头闪回画面）：瑞秋已故的同父异母姐姐，同时是原作的主人公。西席·斯貝西克拒绝了在本片中客串的邀请，但同意闪回使用她在原作中的画面。

## 原声带
隨附的原聲專輯由Edel Records於1999年3月23日發行。

### 曲目
| 曲序     | 曲目                                      | 艺术家           | 时长  |
| -------- | ----------------------------------------- | ---------------- | ----- |
| 1.       | Crazy Little Voices（《邪氣逼人》主题曲） | Ra               | 4:38  |
| 2.       | Quick, Painless and Easy                  | Ivy              | 4:12  |
| 3.       | Resurrection                              | Fear Factory     | 6:31  |
| 4.       | Year of Summer                            | Paradise Lost    | 4:15  |
| 5.       | Low Down                                  | Mary Watt        | 4:17  |
| 6.       | Looking Down the Barrel                   | Five Times Down  | 3:35  |
| 7.       | Die with Me                               | Type O Negative  | 7:13  |
| 8.       | Keep Sleeping                             | 16Volt           | 3:14  |
| 9.       | Dark Love                                 | Kate Shrock      | 3:59  |
| 10.      | Laughter Lines                            | Sack             | 4:20  |
| 11.      | The Slower I Go                           | L.A.X.           | 2:47  |
| 12.      | Sleep                                     | Trailer Park Pam | 2:26  |
| 13.      | Spark Somebody Up                         | Buddha Monk      | 3:47  |
| 总时长： | 总时长：                                  | 总时长：         | 55:14 |